# Vantinge Sogn
Vantinge Sogn ist eine Kirchspielsgemeinde (dän.: Sogn)
auf der Insel Fyn (dt.: Fünen) im südlichen Dänemark.
Bis 1970 gehörte sie zur Harde Sallinge Herred im damaligen Svendborg Amt, danach zur Ringe Kommune im
Fyns Amt, die im Zuge der  Kommunalreform zum 1. Januar 2007 in der
Faaborg-Midtfyn Kommune in der Region Syddanmark aufgegangen ist.
Im Kirchspiel leben 289 Einwohner, davon 0 im Kirchdorf (Stand: 1. Januar 2023).

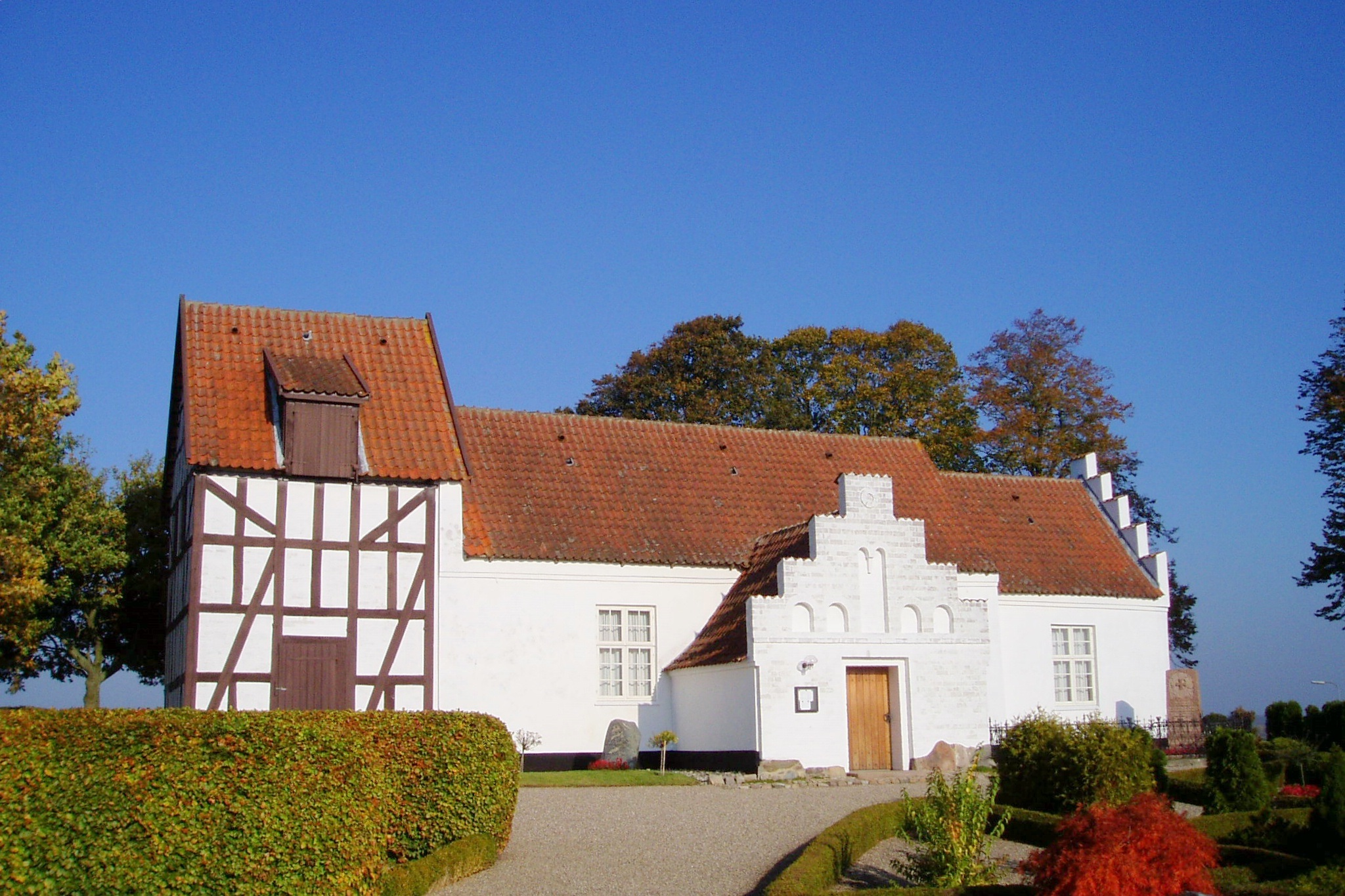
Vantinge Kirke

Im Kirchspiel liegt die Kirche „Vantinge Kirke“.
Nachbargemeinden sind im Norden Nørre Søby Sogn, im Osten Gestelev Sogn, im Südwesten Hillerslev Sogn und im Westen Heden Sogn.